# 122 (tal)
122 (hundratjugotvå eller etthundratjugotvå) är det naturliga talet som följer 121 och som följs av 123.

## Inom matematiken
- 122 är ett jämnt tal.
- 122 är ett defekt tal
- 122 är ett kvadratfritt tal
- 122 är ett extraordinärt tal
- 122 är ett semiprimtal

## Inom vetenskapen
- 122 Gerda, en asteroid
- Atomnummer för grundämnet unbibium

## Användning
- Nödnummer för brandkår i Österrike
- Nödnummer för polis i Egypten
- Nödnummer för trafik i Kina